# Ахал-Теке
Аха́л-Теке́ — один из оазисов в Средней Азии, расположен на юге Арало-Каспийской низины Туркменистана. «Ахал» в переводе с туркменского языка означает «оазис», а «теке» — это название древнего племени, которое обитало в данном оазисе.
С юга к оазису подходят горы Копетдаг, питающие речки, водою которых средневековые жители оазиса (туркмены-текинцы) традиционно пользовались для искусственного орошения.
Главным населённым пунктом оазиса была крепость Геок-тепе. Ахал-текинская экспедиция русской армии 1880—1881 годов привела к падению крепости (взятие Михаилом Скобелевым Геок-Тепе 12 января 1881 года). Оазис стал плацдармом для захвата Мерва.
Население оазиса — около 90 тысяч туркмен племени теке вошли в состав Российской империи.
В ходе административно-территориального деления оазис был включён в состав Ашхабадского уезда.
В советское время проблема его водоснабжения была решена путём подвода одной из линий Каракумского канала.